# Johannes Malalas

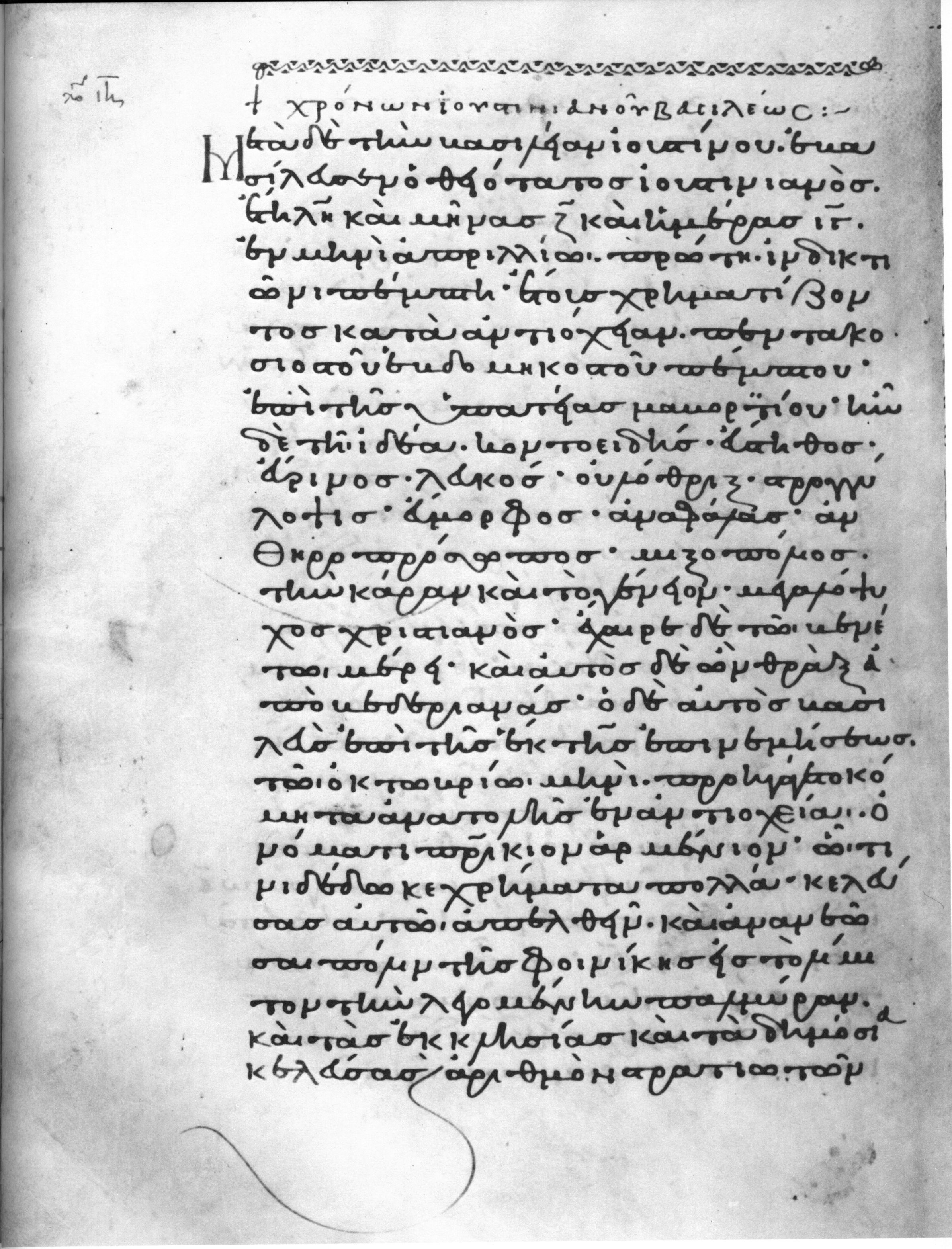
Der Anfang von Buch 18 der Chronik des Malalas in der Handschrift Oxford, Bodleian Library, MS. Barocci 182, fol. 273v

Johannes Malalas (Malálas, vgl. syrisch ܡܰܠܳܠܰܐ malolo ‚Rhetor‘; * um 490 in Antiochia am Orontes, Syrien; † nach 570 in Konstantinopel) war ein oströmischer Historiker der ausgehenden Spätantike. Seine früher oft vermutete Identität mit Johannes III. Scholastikos, dem Patriarchen von Konstantinopel, oder auch mit dem Geschichtsschreiber Johannes von Antiochia wird heute in der Regel nicht mehr vertreten. Er ist der Verfasser einer christlichen Weltchronik in griechischer Sprache.

## Leben und Werk
Über die Biographie des Verfassers der unter dem Namen Johannes Malalas überlieferten Chronik liegen keine zuverlässigen Informationen vor, man kann aber diesbezüglich Rückschlüsse aus seinem Werk ziehen. Johannes war recht gebildet und anscheinend mehrere Jahre im kaiserlichen Dienst tätig. Er zog offenbar nach dem katastrophalen Erdbeben im Jahr 526 von Antiochia nach Konstantinopel um: Ab etwa 532 liegt der Fokus des Werkes auf Ereignissen in der Hauptstadt.
Johannes ist der Verfasser der ältesten fast vollständig erhaltenen griechischsprachigen Weltchronik, die in 18 Bücher aufgeteilt ist. Die Haupthandschrift aus dem 12. Jahrhundert (Bodleian Library, Codex Baroccianus graecus 182), die bereits einen bearbeiteten und nicht mehr vollständigen Text beinhaltete, ist jedoch teilweise beschädigt; so fehlt das erste Buch (dessen Inhalt aber aus zwei anderen, ebenfalls bearbeiteten Handschriften aus dem 10. Jahrhundert bekannt ist), Teile aus Buch 5 und 18 sowie der Schluss. Einige fehlende Passagen sind dank einer kirchenslawischen Übersetzung des Werkes rekonstruierbar. Der Text der besagten Haupthandschrift bricht im Jahr 563, gegen Ende der Regierungszeit Kaiser Justinians († 565), ab. Es ist unklar, wie weit die Chronik noch reichte; vermutet wird als Enddatum oft das Jahr 565, aber auch 574 erscheint möglich. Spätestens um 585 lag die Chronik vor, da sich ab dieser Zeit Hinweise bei anderen Autoren finden. Das Werk erfreute sich, gerade aufgrund des der spätantiken Volkssprache angenäherten Griechisch, noch Jahrhunderte später großer Beliebtheit und fand viele Nachahmer.
Buch 1 bis 6 behandeln die biblische, altorientalische und ältere griechische Geschichte, wobei viele mythologische Schilderungen eingearbeitet sind. In Buch 7 wird die sagenhafte römische Frühgeschichte, in Buch 8 die hellenistische Geschichte behandelt. Ab dem 9. Buch steht die römische Geschichte, unter Auslassung der republikanischen Zeit, im Mittelpunkt der Darstellung: Über Augustus bis in die Gegenwart Mitte des 6. Jahrhunderts. Der geographische Schwerpunkt der Darstellung liegt auf Syrien und Antiochia, im 18. Buch auf Konstantinopel. Offenbar entstanden mindestens zwei Fassungen der Chronik: eine frühere noch in Antiochia (1. Hälfte des 6. Jh.) sowie eine spätere in Konstantinopel. Als historische Quelle ist die Chronik, verglichen mit ihrem literaturgeschichtlichen Wert, über weite Strecken weniger nützlich; dennoch ist die Geschichtsforschung in vielen Punkten auf die Angaben bei Malalas angewiesen. Gerade die Darstellung ab dem 14. Buch bietet dann viele wertvolle Informationen über die ausgehende Spätantike im Osten des Mittelmeerraums.
Malalas sichtete seine recht zahlreichen Quellen nicht kritisch, sondern bietet eine eher bunte Geschichte basierend auf seinem historischen und mythologischen Material. Die einzelnen Quellen sind jedoch kaum mehr mit Sicherheit zu identifizieren; neben unbekannten bzw. verlorenen Werken (wie der Chronik eines gewissen Domninos, den nur Malalas erwähnt, rekonstruierbar ist unter anderem auch ein Lokalhistoriker namens Pausanias von Antiochia), zog er aber offenbar Eustathios von Epiphaneia heran. Malalas nennt zahlreiche, oft bekannte Autoren, die er teils allerdings unzutreffend kategorisiert, aber viele der Werke kannte er sicherlich nicht aus erster Hand, sondern benutzte dafür Zwischenquellen, wo die betreffenden Informationen bereits gesammelt waren.
Sein Stil ist verständlich und bisweilen ist der unterhaltende Charakter der Darstellung erkennbar. Dennoch wurde in der älteren Forschung das Werk sehr kritisch betrachtet und teils aufgrund mangelnder inhaltlicher Durchdringung des Quellenmaterials als unzulänglich angesehen. In der neueren Forschung wird hingegen der besondere Charakter des Werks (wobei die historischen Informationen vor dem 5. Jahrhundert weniger brauchbar sind, aber etwas über das Geschichtsbild der ausgehenden Antike verraten) und die in der Chronik erkennbare Wahrnehmung der eigenen Gegenwart durch den Autor berücksichtigt. Insofern ist die Chronik mentalitätsgeschichtlich von besonderem Wert. Kritischer betrachtet zwar neuerdings wieder Warren Treadgold die Chronik, seine oft spekulativen Annahmen sind allerdings sehr umstritten.
Das Werk des Johannes Malalas wurde von vielen späteren Autoren ausgiebig benutzt, so etwa von Johannes von Ephesos, dem anonymen Autor des Chronicon Paschale und von Theophanes, deren Texte auch zur Ergänzung der heute maßgeblichen Malalas-Edition von Hans Thurn herangezogen wurden. Außerdem wurde die Chronik schon früh in mehrere Sprachen übersetzt. Eine lateinische Fassung wurde 1691 gedruckt. In der modernen Forschung hingegen wurde Malalas lange Zeit kaum beachtet und wenig geschätzt; dies änderte sich erst mit dem wachsenden Interesse an der Spätantike seit etwa 1980. Ludwig Dindorf gab bereits 1831 eine Edition des griechischen Werks heraus, die teils fehlerhaft war, aber aufgrund mangelnder Alternativen sehr lange gebräuchlich blieb. Die grundlegend verbesserte Edition von Thurn liegt erst seit 2000 vor. Sie folgt in der Textgliederung nicht Dindorf, sondern der Zählweise der weit verbreiteten englischen Malalas-Übersetzung von 1986, die die Chronik in 18 Bücher unterteilt.
Ein von der Heidelberger Akademie der Wissenschaften gefördertes Projekt zur Erstellung eines historisch-philologischen Kommentars an der Universität Tübingen ist seit 2014 in Bearbeitung.

## Ausgaben und Übersetzungen
- Johannes Malalas: Chronographia. Hrsg. von Hans Thurn (postum), Berlin 2000 (Corpus Fontium Historiae Byzantinae 35). [grundlegende Textausgabe; fachwissen. Buchbesprechung ]
- Elizabeth Jeffreys, Michael Jeffreys, Roger Scott: The Chronicle of John Malalas. A Translation. Melbourne 1986, ISBN 0-9593626-2-2 (Byzantina Australiensia 4). [eine von der Forschung überaus positiv aufgenommene englische Übersetzung, die immer noch von Bedeutung ist]
- Johannes Malalas: Weltchronik. Übersetzt von Hans Thurn und Mischa Meier. Mit einer Einleitung von Claudia Drosihn, Mischa Meier und Stefan Priwitzer und Erläuterungen von Claudia Drosihn, Katharina Enderle, Mischa Meier und Stefan Priwitzer (= Bibliothek der griechischen Literatur. Band 69). Hiersemann, Stuttgart 2009. [deutsche Übersetzung, die aber die von Jeffreys/Jeffreys/Scott herausgegebene englische Übersetzung, deren Gliederung sie folgt, nicht ersetzt; Rezension bei Plekos]